# Triqueville
Triqueville es una localidad y comuna francesa situada en la región de Alta Normandía, departamento de Eure, en el distrito de Bernay y cantón de Pont-Audemer.

## Demografía
| 318 | 268 | 289 | 263 | 259 | 281 |
| Para los censos de 1962 a 1999 la población legal corresponde a la población sin duplicidades (Fuente: INSEE [Consultar]) |     |     |     |     |     |

## Lugares de interés
La iglesia de Saint-Martin con su nave románica del siglo XII, y restos de un acueducto romano en el caserío de Aubigny.